# 独眼竜政宗 (NHK大河ドラマ)
『独眼竜政宗』（どくがんりゅうまさむね）は、1987年1月4日から12月13日まで放送されたNHK大河ドラマ第25作。
原作は山岡荘八の小説『伊達政宗』。仙台藩62万石の礎を一代で築いた奥州の戦国武将・伊達政宗の生涯が描かれた。伊達家を題材にした大河ドラマは、江戸時代の伊達騒動を描いた『樅ノ木は残った』（1970年）以来17年ぶりとなった。

## 概要

### 制作の前段
大河ドラマは『山河燃ゆ』（1984年）、『春の波涛』（1985年）、『いのち』（1986年）と、3箇年連続で“近代路線シリーズ”が続いていた。一方、大河ドラマから時代劇が消えることを損失と捉え、「NHK新大型時代劇」の枠が水曜夜に設けられた。
“近代路線シリーズ”の視聴率は、『山河燃ゆ』21.1%、『春の波涛』18.2%、『いのち』29.3%で、特に『いのち』は視聴率的には“近代路線シリーズ”中で最も高かったが、「大河ドラマではなく連続テレビ小説の延長線だ」という声もあり、一方で『山河燃ゆ』と『春の波涛』の視聴率が『徳川家康』（1983年）と比較して今一つであり、また両作品ともトラブルが相次いだことも問題視された。
上記のような理由のほか、「時代劇ものの方に視聴者の需要がある」「違う切り口が必要」という結論となり、元来実験的要素が高かった“近代路線シリーズ”は予定通り3作で終了とし、『徳川家康』以来4年ぶりに時代劇の大河ドラマが復活した。

### 企画・脚本
プロデューサーを務めた中村克史（以降「中村」）によれば、時代劇の大河ドラマの復活話を切り出された時、かつて中村がNHK札幌放送局に赴任していたころに「札幌が中心では」という新しい位置関係を感じたという。
それに加えて、友人の家で見た南極が上で北極が下になるいわゆる「逆さ地図」を目にしたことで「地方の武将を題材にしたドラマ」の構想を描いており、当時の大河ドラマでは東北地方の人物をメインで扱った作品が『樅ノ木は残った』以外なかったことに着目し、伊達政宗を題材として選んだ。
企画に入ると中村は『ゴッドファーザー』シリーズをイメージしてドラマを組み立て、その構想を具現化するために連続テレビ小説『澪つくし』で組んだジェームス三木に脚本を依頼した。山岡荘八の小説『伊達政宗』を原作とするが、山岡の原作は政宗の青年時代がメインの内容のため政宗の生涯を網羅するには不足であり、伊達成実が著した『成実記』や伊達氏の公式記録でもある『伊達治家記録』を現代語訳にして参照し、それをジェームス三木の脚本に適宜提供する形がとられた。

### オープニング
オープニング前に史実の解説などをする構成は、本作を機として以降の大河ドラマの通例となった。もともとこれは、前作『いのち』で獲得した女性視聴者層を引き付け、時代劇の大河ドラマにも引き続き興味を持ってもらおうとする一策で、大河ドラマ第3作『太閤記』の第1回に東海道新幹線を登場させた演出がヒントになっている。しかし現在では権利上の問題が絡むため、民放のCS放送などNHK以外での放送ではともにカットされている（なお、DVDなどで販売されている「完全版」にはこの部分もすべて収録されている）。
オープニングタイトルでは、レーザー光線を背景にし「黒漆五枚胴具足 伊達政宗所用」の兜を着用し騎乗した政宗に扮した渡辺謙が登場して重厚さとは異なる新しい大河ドラマを印象付けたが、これもまたオープニング解説とともに中村による現代の視聴者向けの置き換えやすい入口の一環であった。

### キャスティング
本作のキャスティングは、中村の談話によれば『ゴッドファーザー』に準える形で進めていたという。
主演俳優について当初は西城秀樹が起用する構想があったが、西城サイドのオファー辞退で実現しなかったことが後年明らかにされた。最終的には、新進気鋭の俳優のひとりであった渡辺謙が起用された。渡辺は、連続テレビ小説『はね駒』で主人公の相手役を務め、1984年の『山河燃ゆ』でも大河ドラマ出演歴もあったが知名度の点では今一歩のところ、ドラマ部長の斎藤暁が唐十郎の舞台で主演を務めていた渡辺に好印象を抱き、斎藤の提案で渡辺の主役への起用が決まった。
渡辺の主役への起用は、大河ドラマを一種の成長物語としても捉えて主演には新人に近い俳優の起用を考えていた中村の方針にも合致しており、中村は2018年にも、渡辺に「左目だけでも演じられる目力と気骨」を感じ、渡辺が演技だけでなく諸事学ぼうとする勉強家であったことも主演起用の理由として振り返っている。
その他のキャストについても、片倉小十郎に西郷輝彦、伊達成実に三浦友和という具合に両名の本来のイメージとは逆に配して結果的に効果をあげたり、『澪つくし』に明石家さんまを起用した先例を取り入れて鬼庭左月斎にいかりや長介を配して刺激を与えるようなことも行ったが、最大の焦点は豊臣秀吉役の勝新太郎であった。
秀吉役の勝は、過去のトラブルを鑑みれば起用自体が冒険であったが、中村によれば「渡辺に立ちはだかる存在」として秀吉役は勝以外は考えていなかった。配役決定後、渡辺は勝のクランクイン前に「小田原で会おう」の一言だけを交わしただけ。これは「小田原で政宗が秀吉と初めて出会うのなら、そのシーンの撮影まで渡辺と会うべきでない」「初めて秀吉と対面する政宗の緊張感がドラマ上でも出てくる」という勝のアイデア。収録は渡辺と勝が会うことがないよう調整して行われた。
初共演となる小田原参陣でのシーンはリハーサルなしで収録され、楽屋も隔離されており、収録本番で初めて対面。ただし、渡辺は勝の収録日にはこっそりやって来ており、モニターを通じて勝には「会って」いた。小田原のシーン以外でも、一揆扇動の密書のかどで秀吉に問い詰められるシーンでも、当初は台本上であらかじめ真贋をはっきりさせていたが、これも勝の提案でわからないようにする演出に変更となった。勝との最後の収録日に渡辺は勝の部屋に呼び出されて主役の極意を教えてもらい、それ以降勝と交流することは二度となかったという。
勝自身には、登場回前に暴力団関係者との会合の記事が出る危機もあったが、最終的には「勝自身は知らなかったこと」として乗り切った。収録に際しても懸念されたトラブルはなく、スタッフサイドは勝の出演に対して上質の衣装などを用意し、勝もまた秀吉役の収録が始まる前からNHKに出入りして慣れようと努力し、収録ではアドリブを入れるなどで好待遇に応え、出番シーンをすべて撮り終えた際には頭を深々下げてスタジオから去ったとのことである。
なお、勝の登場回についてジェームス三木は後年の回想で、「嬉しい悲鳴」と前置きしつつ「勝さんと岩下（志麻）さん（政宗の母・義姫役）のクレジットの優劣をつけられないから、二人が同じ回に登場しないように書き分けた」と語っている。他誌のインタビューでも「トメは秀吉役の勝新太郎。北大路欣也（政宗の父・輝宗役）、岩下志麻をどうするかでモメた。その結果、勝、岩下の2人が（同時に）出る放送回がなくなった」と語っている。また幼少・幼年期のエピソードが第8回中盤まで描かれたため、それまで本来の主演である渡辺は登場せず（※オープニングは除く）、その間の出演者のトップクレジットは北大路欣也となった。

### レガシー
平均視聴率は39.7パーセント、最高視聴率は47.8パーセントを記録した。不動明王について教えられた梵天丸（政宗の幼名）が養育係である喜多（演・竹下景子）に語った「梵天丸もかくありたい」という台詞は流行語となった。
2016年2月19日にTBSラジオの番組『荻上チキ・Session-22』で「今夜決定！最高の大河ドラマ」という特集を放送し、同番組リスナーや出演者が1人1票で投票した結果が発表された。この時点までに発表された全ての大河ドラマ（全54作）が対象で、総投票数1,000票以上の大規模なものであったが、本作は第2位（88票）。第1位『平清盛』（2012年）が209票で本作とは大きく差がついたが、第3位『新選組!』（2004年）第4位『龍馬伝』（2010年）など2000年代以降の作品が上位となる中で、80年代に放送された本作が第2位を獲得した形となった。
『週刊ポスト』2021年合併号の「読者1000人が選んだ好きな大河ドラマ主演俳優」では、第3位の堺雅人『真田丸（2016年）』、第2位の福山雅治『龍馬伝』を抑えて本作の渡辺謙が首位を得た。

## スタッフ
- 脚本：ジェームス三木
- 原作：山岡荘八『伊達政宗』
- 音楽：池辺晋一郎
- 演奏：東京コンサーツ
- テーマ音楽演奏：NHK交響楽団
- テーマ音楽指揮：岩城宏之
- オンド・マルトノ演奏：原田節
- 監修：伊達泰宗
- 時代考証：鈴木敬三
- 風俗考証：磯目篤郎
- 衣装考証：小泉清子
- 殺陣：林邦史朗
- タイトル刻字：長揚石
- タイトル協力：日本甲冑武具研究保存会 / 矢崎芳博
- 資料提供：仙台市博物館 / 中央公論社 / 飯田勝彦 / 松田栄吉 / 瑞鳳殿 / 青龍山瑞巌寺 / 高台寺 / 日光東照宮宝物館 / 宝珠山慈徳寺 / 宮城県亘理町 / 大雄寺 / 耕徳寺 / 岩国歴史美術館（現・柏原美術館） / 櫻井成廣 / 三井文庫 / 京都市歴史資料館 / 長興寺 / 韓国MBC / 最上山専称寺 / 毛利博物館 / 大阪歴史博物館 / 松浦史料博物館 / 奥平神社 / 永青文庫 / 片倉重信
- 協力：仙台藩志会 / 仙台市博物館 / 福島県猪苗代町 / 原町市 / 相馬野馬追執行委員会 / 日本甲冑武具研究保存会 / 東工大 平井研究室
- 文書考証：白井孝昌
- 茶道指導：渡辺潤
- 能楽指導：喜多六平太[注 6]
- 振付：藤間康嗣 / 田中泯
- 作調：杵屋正邦 / 福原百之助
- 邦楽作曲：杵屋正邦
- 笛・太鼓指導：福原百之助
- 鼓指導：堅田喜三久
- 琴指導：米川敏子
- 華道指導：杉浦共漱
- 香道指導：三条西堯雲
- 禅指導：細川景一
- 民謡指導：さいとう武若
- 砲術指導：名和弓雄
- 料理指導：永山久夫
- イラストレーション：Mayumi Kagawa
- 語り：葛西聖司
- 制作：中村克史
- 演出：樋口昌弘 / 吉村芳之 / 西村与志木 / 木田幸紀 / 諏訪部章夫

## 放送
特記がない限りNHKクロニクルのNHK番組表ヒストリーで確認。
第14回放送時、東京都杉並区において20時20分から4分30秒間、電波ジャックが発生した。

### 通常放送時間
- 総合テレビ、BS1[注 7]、衛星第2テレビ[注 8]：毎週日曜 20時00分 - 20時45分
- （再放送）総合テレビ、BS1[注 9]：毎週土曜 13時25分 - 14時10分[注 10]

### 放送日程
- 第1回は40分繰り上げかつ23分拡大で放送。

| 放送回                                                     | 放送日   | 題               | 演出       | 視聴率 |
| ---------------------------------------------------------- | -------- | ---------------- | ---------- | ------ |
| 第1回                                                      | 1月 4日  | 誕生             | 樋口昌弘   | 28.7％ |
| 第2回                                                      | 1月11日  | 不動明王         | 樋口昌弘   | 36.9％ |
| 第3回                                                      | 1月18日  | 親ごころ         | 吉村芳之   | 40.7％ |
| 第4回                                                      | 1月25日  | 元服             | 吉村芳之   | 37.9%  |
| 第5回                                                      | 2月 1日  | 愛姫             | 樋口昌弘   | 42.0%  |
| 第6回                                                      | 2月 8日  | 侍女成敗         | 樋口昌弘   | 45.8%  |
| 第7回                                                      | 2月15日  | 初陣             | 吉村芳之   | 43.0%  |
| 第8回                                                      | 2月22日  | 若武者           | 吉村芳之   | 45.2%  |
| 第9回                                                      | 3月 1日  | 野望             | 樋口昌弘   | 43.4%  |
| 第10回                                                     | 3月 8日  | 男の器量         | 樋口昌弘   | 43.7%  |
| 第11回                                                     | 3月15日  | 八百人斬り       | 吉村芳之   | 46.9％ |
| 第12回                                                     | 3月22日  | 輝宗無残         | 吉村芳之   | 43.1%  |
| 第13回                                                     | 3月29日  | 人取橋           | 西村与志木 | 41.2%  |
| 第14回                                                     | 4月 5日  | 勝ち名乗り       | 樋口昌弘   | 36.5%  |
| 第15回                                                     | 4月12日  | めごとねこ       | 吉村芳之   | 35.9%  |
| 第16回                                                     | 4月19日  | 南北の敵         | 吉村芳之   | 35.1%  |
| 第17回                                                     | 4月26日  | 宮仕え           | 木田幸紀   | 40.3%  |
| 第18回                                                     | 5月 3日  | お東、居座る     | 樋口昌弘   | 36.9%  |
| 第19回                                                     | 5月10日  | 大移動           | 西村与志木 | 35.0%  |
| 第20回                                                     | 5月17日  | 決戦、摺上原     | 吉村芳之   | 44.7%  |
| 第21回                                                     | 5月24日  | 修羅の母         | 吉村芳之   | 36.5%  |
| 第22回                                                     | 5月31日  | 弟を斬る         | 樋口昌弘   | 38.6%  |
| 第23回                                                     | 6月 7日  | 小田原へ         | 樋口昌弘   | 39.9%  |
| 第24回                                                     | 6月14日  | 天下人           | 吉村芳之   | 39.2%  |
| 第25回                                                     | 6月21日  | 人質、めご       | 吉村芳之   | 37.2%  |
| 第26回                                                     | 6月28日  | 絶体絶命         | 西村与志木 | 39.7%  |
| 第27回                                                     | 7月 5日  | 黄金の十字架     | 西村与志木 | 37.1%  |
| 第28回                                                     | 7月12日  | 知恵くらべ       | 樋口昌弘   | 45.5%  |
| 第29回                                                     | 7月19日  | 左遷             | 樋口昌弘   | 41.0%  |
| 第30回                                                     | 7月26日  | 伊達者           | 吉村芳之   | 35.1%  |
| 第31回                                                     | 8月 2日  | 子宝             | 吉村芳之   | 36.3%  |
| 第32回                                                     | 8月 9日  | 秀次失脚         | 西村与志木 | 35.2%  |
| 第33回                                                     | 8月16日  | 濡れ衣           | 樋口昌弘   | 37.5%  |
| 第34回                                                     | 8月23日  | 太閤の死         | 吉村芳之   | 36.8%  |
| 第35回                                                     | 8月30日  | 成実失踪         | 吉村芳之   | 36.6%  |
| 第36回                                                     | 9月 6日  | 天下分け目       | 西村与志木 | 36.9%  |
| 第37回                                                     | 9月13日  | 幻の百万石       | 諏訪部章夫 | 43.0%  |
| 第38回                                                     | 9月20日  | 仙台築城         | 木田幸紀   | 39.7%  |
| 第39回                                                     | 9月27日  | 五郎八、嫁ぐ     | 吉村芳之   | 38.8%  |
| 第40回                                                     | 10月 4日 | 大船造り         | 吉村芳之   | 32.9%  |
| 第41回                                                     | 10月11日 | 海外雄飛         | 樋口昌弘   | 41.3%  |
| 第42回                                                     | 10月18日 | 大坂攻め         | 樋口昌弘   | 42.3%  |
| 第43回                                                     | 10月25日 | ねこ、宇和島へ   | 木田幸紀   | 43.7%  |
| 第44回                                                     | 11月 1日 | 大坂夏の陣       | 吉村芳之   | 40.8%  |
| 第45回                                                     | 11月 8日 | ふたりの父       | 諏訪部章夫 | 44.1%  |
| 第46回                                                     | 11月15日 | 離縁状           | 樋口昌弘   | 41.5%  |
| 第47回                                                     | 11月22日 | 天下の副将軍     | 木田幸紀   | 38.9%  |
| 第48回                                                     | 11月29日 | 伊達流へそ曲がり | 吉村芳之   | 40.7%  |
| 第49回                                                     | 12月 6日 | 母恋い           | 吉村芳之   | 44.2%  |
| 最終回                                                     | 12月13日 | 大往生           | 樋口昌弘   | 47.8％ |
| 平均視聴率 39.7%（視聴率は関東地区・ビデオリサーチ社調べ） |          |                  |            |        |

### 総集編
1. 「梵天丸もかくありたい」 1987年12月27日、19:20-20:35
2. 「男は一生、父とたたかう」 1987年12月28日、 19:30-20:45
3. 「母の愛は海より深く」 1987年12月29日、19:20-20:35
4. 「難波のことも夢のまた夢」 1987年12月30日、19:20-20:35
5. 「楽しまずんばこれいかん」 1987年12月31日、19:20-20:35

## メディア
- 独眼竜政宗 奥州の覇者 (VHS、30分のハイライト集、発売日:1987年10月21日、販売元:ポニーキャニオン)
- 総集編： 全5巻 (VHS)、3枚組 (DVD)
- 完全版： DVD-BOX全2集、13枚、50回 (DVD)

## 関連作品
- 独眼竜の野望 伊達政宗……本作と同じ原作小説による1993年のテレビ朝日のテレビドラマ。